# 香川ファイブアローズの選手一覧

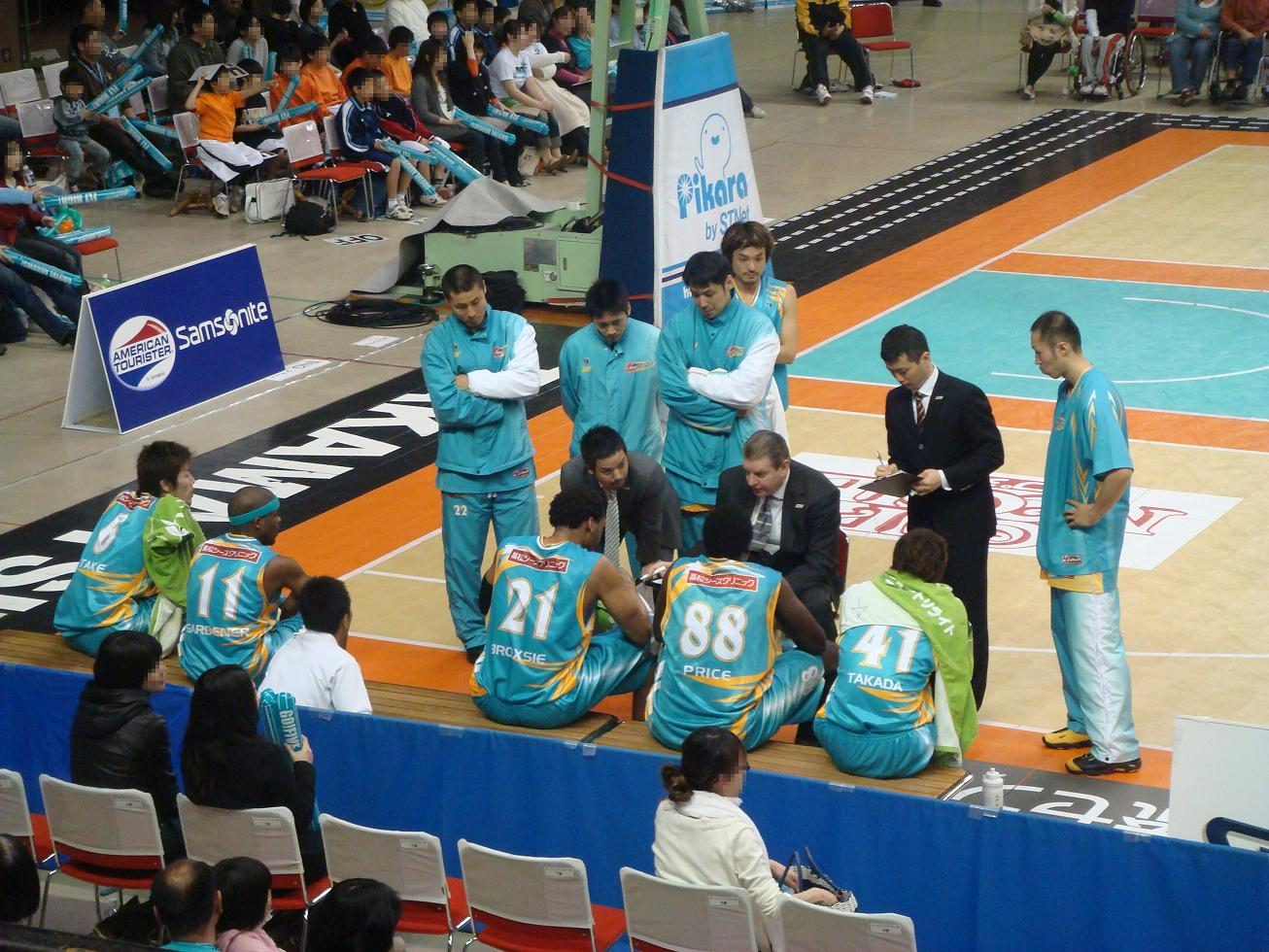
2010年4月

Bリーグ・香川ファイブアローズに所属する選手・スタッフおよび過去に所属していた選手・スタッフの一覧。チーム名が「高松ファイブアローズ」だった2016年6月以前の所属選手も、この一覧に含まれる。

## スタッフと選手
| 記号説明 |                           |  |                           |
|          | チームキャプテン          |  | (C) オフコートキャプテン  |
|          | 故障者                    |  | (+) シーズン途中契約      |
|          | (S) 出場停止              |  | (帰) 帰化選手             |
|          | (ア) アジア特別枠選手     |  | (申) 帰化申請中選手（B3） |
|          | (特) 特別指定選手         |  | (留) 留学実績選手（B3）   |
|          | (育) ユース育成特別枠選手 |  | (U) U22枠選手             |

公式サイト
| - ロースター - スタッフ - スタッツ - 故障者リスト | - 選手契約登録規程 B1.B2 / B3 - FA選手リスト |

## 歴代監督・ヘッドコーチ
監督　
1. 丸岡茂樹(2006 - 2008)
2. 津田洋道(2015.10-2015.12[注 1],2016-2017[注 2])

ヘッドコーチ
1. 青木幹典(2006 - 2009)
2. カール・ジョン・ニューマン(2009 - 2010)
3. 金澤篤志(2010 - 2011)
4. 前田顕蔵(2011 - 2015)
5. 伊藤伸由(2015.10 - 2015.12[注 3])
6. 津田洋道(2015.12 - 2016[注 4])
7. ジョー・ナバーロ（英語版） (2016 - 2017)
8. 衛藤晃平(2017 - 2019.8[注 5])
9. 津田洋道(2019.8 - 11[注 6])
10. ポール・ヘナレ（2019.11.22 -2021）
11. 石川裕一（2021-2023）
12. 籔内幸樹（2023-

## 歴代キャプテン
1. 喜多誠(2006-08)
2. 竹田智史(2008-09)
3. 庄司和広(2009-10)
4. 喜多誠(2010-11)
5. 栗原祐太(2011-12[注 7])
6. 米澤翼(2014-16)
7. 徳永林太郎(2016-17)
8. 大澤歩(2017-2019)
9. 兒玉貴通（2019-2023）
10. 上良潤起（2023-2024)
11. 近藤崚太(2024-

## 過去の所属選手・背番号変遷
- 表示数字は（西暦下二桁年/月）。/月の表示が無い選手はシーズン当初より着用、もしくはシーズン終了まで着用。
- 00 ブースター
- 0 喜多誠(06-09) - 堤啓士朗(09-09/11) - 菊池宏之(12-15) - 大澤歩(16-19) - アンドリュー・ランダル(21/2-21) - ルーズベルト・アダムス（英語版）(22-23) - アンドリュー・ランダル
- 07 野澤亮介(09[注 8])
- 1 ババカ・カマラ(09/2[注 9]-09) - 長尾強司(09-11/1) - マイケル・ナナリー(11-12) - 大森勇(12-14) - アンソニー・ケント(15-16) - 矢代雪次郎(19-20) - 山根響(23/11-24)-佐藤大介
- 2 レジー・ウォーレン(06-08) - 栗原祐太(10-12) - レジー・ウォーレン(17-19)
- 3 ジョージ・リーチ(07-09) - 山本エドワード(23-23/12)-ブレコット・チャップマン
- 4 ジュリアス・アシュビー(06-07) - デクスター・ライオンズ(12-15) - ニューベリー リチャード（23-24）-高橋克実
- 5 宮本真司(06-08) - ゴードン・ジェームス(08-09[注 10]) - 溝口秀人（16-17）- 石野渉生(20/10-11)-アレックス・デイビス
- 6 竹田智史(06-11) - 堀田大暉(14-15) - ニノ・ジョンソン(15-16) - 藤岡昂希（18-21） - ジャン ムンホ（23-24）
- 7 石田晃章(06-08) - ポール・ビュートラック(11-12) - ポール・ウィリアムス(12-13) - 林りん太郎(15-16) - 堀川竜一(17-19) - 筑波拓朗(19-24)
- 8 ラシード・スパークス(06-09) - 堀田大暉(15-18) - 大橋聖也（18.12-20） - ジョシュア・クロフォード（22/11[注 11]) - 末廣力久（23-24）
- 9 岡田優(07-10) - 坂井耀平(16-17)-請田祐哉
- 10 中川和之(07/1-07,09/1[注 12]-09) - 庄司和広(09-10) - 堤啓士朗(11-12)-岡田優介
- 11 城間修平(06-08) - マイケル・ガーデナー(09/10[注 13]-10) - 菊池宏之(10-12,15-16) - チェハーレス・タプスコット(16-17)  - 森田雄次(20-22) - 工藤貴哉(23/1-23)
- 12 野々口航太(07-09) - ケヴィン・スミス(11-12) - エリック・トンプソン（19.02-19）
- 13 アイザック・ソジャナー(06-08) - ラシード・スパークス(10-11) - 岸本行央(12-14) - 近忍(16-18) - 足逹玲太(23/1-24)-高橋育実
- 14 田中悠太(06-07) - ジャービス・ウィリアムズ(15/10-16) - エイドリアン・フォーブス(16-17) - 高比良寛治（18-21） - 久岡幸太郎（22-23）
- 15 田村大輔(12-13) - 坂東拓(17/1-17) - モンテ・ブランドン（17-18）- 嶋田基志（19-20) - 谷口光貴(21/1-22) - 立石勉（23-24）-根来新之助
- 16 松井啓十郎（23-24）-満尾竜次
- 17 ベンジャミン・ジェームス・パケット(14-15) - 石川智也（17-20）
- 18 マット・ギャリソン(08-09[注 14]) - 喜多誠(13-15) - 前村哲也(16-17)
- 19 ジャスティン・ワッツ(14-15) - 徳永林太郎(16-17) - フォファナ ママドゥ(23-)
- 20 喜多誠(10-13) - 安部瑞基(17-19)
- 21 アントワン・ブロキシー(09/10[注 15]-10)- ケニー・ローソンジュニア(25/3-
- 22 岡田優(06-07) - 田村大輔(09-10) - 鈴木正晃(10-16) - マイルズ・ヘソン（英語版）(22-22/3)-近藤崚太
- 23 スティーブ・ホーン(07-08) - 小寺裕介(12-14) - モーガン・ヒカル・エイケン(16/10-17)-シェイク・ケイタ(24-
- 24 ワキ・ウィリアムス(10/1-10/2) - ブランドン・ペン(12-13) - 山下和樹(14-16) - イバン・ラベネル(23-24)-ニューベリー・リチャード
- 25 アイザック・ソジャナー(08-09/1) - ジェフリー・プライス(10-11) - 米澤翼(13-16) - 原田祥伍（18-19) - リース・ヴァーグ（20-） - ムッサ・ダマ(23-)
- 26 小阪彰久(22-23)-小林巧
- 29 安部瑞基(19-22)
- 30 福原弦(15-16) - テレンス・ウッドベリー（18-22）
- 31 井上聡(07-08/12) - ポール・ウィリアムス(13-14) - アブドゥーラ・クウソー(17-18)
- 32 松田大地(10-11年1月) - ニカ・ウィリアムス(11-12) - ロバート・ジョンソン(12-13) - ニカ・ウィリアムズ(16-17) - カイル・リチャードソン(22/12-23/4)
- 33 菊池宏之(06-09) - 楯昌宗(15-16) - 金久保翔(20.2-21)
- 34 レミントン・チャン(09/12-10/1) - 池本宗太朗(13-14) - 籔内幸樹(14-15) - 兒玉貴通(19-23)
- 35 ショーン・スミス(13/10-14)-アーロン・ファルゾン（英語版）(23-23/9)
- 36 相原アレクサンダー学（22/2-23）
- 41 高田秀一(08-12,15-19)
- 42 貝沼雄介(15/11-16) - ケビン・コッツァー（19-21）
- 43 テランス・ファーリー(09/10-11)
- 44 問雅臣(12-14)
- 51 安慶大樹(17-18) - ロバート・ロー(21/2-21)
- 55 カービー・レモンズ(11/2-11) - アンドレス・ソーントン(13-15) - 横尾達泰(20/2-21)
- 62 山崎哲男(06-07)
- 67 原口真英(09-09/12) - 松田大地(10/3-10)
- 73 大町尭舜（22/2-22）
- 77 松田大地(10/3)-松尾河秋(24-
- 88 ジェフリー・プライス(10/3-10) - 木村啓太郎(17-19,23-)
- 93 上良潤起（20.1-）
- 99 ディアン・ティエルノ・セイデゥ・ヌロ(06-07) - 筑波拓朗(17-19)

マスコットその他
- 80 ピノコ(2009-10[注 16])
- 384 サマー(チーム創設時から2009-10シーズンまで・マスコットキャラクター)
- 5 アロルド・ズッキーニ(2012-13シーズン途中に登場・マスコットキャラクター)

## チームスタッフ
- 大久保実佳(通訳兼マネージャー)
- 冨田真希(通訳)
- 片山愛子(マネージャー)
- 下川賢吾(チームオペレーター)
- 立石泰崇(トレーナー)
- 五十嵐貴(マネージャー兼通訳)
- 重枝麻衣子(トレーナ)
- 篠原滋(AC兼マネージャ)
- 柘植玄徳(トレーナー)
- 庄司和広（アシスタントコーチ）
- 北村健(トレーナー)
- 櫻井駿(マネージャ)
- 坂本一美(トレーナー)
- 阿保直樹(マネージャー,AC)
- 明石迪治(トレーナー)
- 木村楓（マネージャ補佐）
- 上杉翔（アシスタントコーチ）
- 西滝真歩(トレーナー)
- 大塚一樹（ストレングス＆コンディショニングコーチ）
- 北山修子（ストレングス＆コンディショニングコーチ）
- 前山明日翔(マネージャー)
- 須田翔平(トレーナー)
- 輪島射矢(AC兼スキルコーチ）
- 大山陽（マネージャー）
- 竹山太喜（ストレングス＆コンディショニングコーチ）
- 松本さくら（マネージャー）
- 野田拓司（ヘッドトレーナー）